# Thembi Kgatlana
Thembi Kgatlana, née le 2 mai 1996 à Mohlakeng, est une footballeuse internationale sud-africaine évoluant au poste d'attaquante au Racing Louisville.

## Biographie
Elle est étudiante, en bachelor de tourisme, lorsqu'elle fait ses débuts avec l’Université du Cap.

### En club
Un moment important dans sa carrière sportive professionnelle est la signature, en 2018, avec l’équipe américaine de Houston Dash, qui évolue dans l’un des meilleurs championnats de football féminin du monde. Elle est engagée par son ancienne entraîneuse de l'équipe nationale, Vera Pauw. Kgatlana rejoint ses coéquipières sud-africaines Janine van Wyk et Linda Motlhalo à Houston. Kgatlana joue 16 rencontres avec Houston et inscrit 2 buts.
Le 22 février 2019, Kgatlana signe avec le Beijing BG Phoenix en Chinese Women's Super League pour un contrat d'un an. Elle est rejointe par sa coéquipière sud-africaine Linda Motlhalo qui quitte également Houston pour la Chine.
Elle marque six buts en championnat en 10 matchs lors de la campagne 2019 de la Chinese Women's Super League, aidant son équipe du Beijing BG Phoenix à terminer à la cinquième place.
Le 27 janvier 2020, elle signe avec le SL Benfica. Le 1er février 2020, elle fait ses débuts avec le club en étant remplacée lors de la victoire 3-1 sur Braga en Taça da Liga Feminina.
Avant son annulation en raison de la pandémie de COVID-19, Kgatlana aide Benfica à atteindre la finale des deux compétitions de la Coupe du Portugal et de la Taça da Liga Femenina, ainsi que la tête du classement du championnat. Ce résultat suffit à qualifier le club pour la Ligue des champions féminine de l'UEFA pour la première fois de son histoire.
Le passage de Kgatlana à Benfica prend fin prématurément en raison de complications découlant de la crise du COVID-19, avec l'introduction d'un plafond salarial dans le football féminin portugais. Le 27 juillet 2020, elle rejoint le SD Eibar, nouvellement promu en Primera Division espagnole, pour un contrat d'un an.
Kgatlana fait ses débuts le 4 octobre 2020 lors d'une victoire 1-0 contre le Real Betis, avant d'ouvrir son compteur de buts la semaine suivante lors d'un match nul 2-2 contre Levante.
Le 31 octobre 2020, Kgatlana marque son deuxième but pour le club dès sa première titularisation lors d'une victoire 1-0 contre l'Espanyol, mais doit quitter le terrain en raison d'une blessure mineure. À son retour de blessure, elle retrouve immédiatement la forme en marquant un but lors d'une défaite 3-1 contre le Real Madrid, après être entrée une nouvelle fois sur le banc des remplaçants.
En juillet 2021, Thembi Kgatlana, signe un contrat de trois ans avec l’Atletico Marid jus'quen 2024.

### En équipe nationale
Avec l'équipe d'Afrique du Sud, elle termine quatrième du championnat d'Afrique 2014, puis participe aux Jeux olympiques d'été de 2016. Lors du tournoi olympique, elle joue deux matchs, contre la Chine et le Brésil.
Elle se classe ensuite, avec son équipe nationale, quatrième de la Coupe d'Afrique des nations 2016. Elle est par la suite finaliste de la Coupe d'Afrique des nations 2018. Son rôle est déterminant pour son équipe, elle marque cinq buts dans cette compétition qualifiante pour la coupe du monde féminine de football 2019 : elle inscrit un premier but contre le Nigeria, puis un doublé contre la Guinée équatoriale. Elle marque ensuite un but contre la Zambie, et un dernier but en demi-finale contre le Mali. Elle remporte le titre de meilleure joueuse et de meilleure buteuse de la compétition avec cinq buts.
Lors de la Coupe du monde 2019 en France, elle marque le premier but de la rencontre contre l'Espagne, mais l'équipe sud-africaine encaisse par la suite deux pénaltys et un troisième but.

## Palmarès

### Palmarès en sélection
- Vainqueur de la Coupe d'Afrique des nations 2022 avec l'équipe d'Afrique du Sud
- Finaliste de la Coupe d'Afrique des nations 2018

### Distinctions individuelles
- Meilleure joueuse de la Coupe d'Afrique des nations 2018
- Meilleure buteuse de la Coupe d'Afrique des nations 2018 avec cinq buts
- Joueuse africaine de l'année 2018[7],[8]
- But africain de l'année 2018[7]